# Messier 12
Messier 12 (również M12 lub NGC 6218) – nietypowa gromada kulista w gwiazdozbiorze Wężownika. Została odkryta 30 maja 1764 roku przez Charles’a Messiera.

## Podstawowe dane
M12 znajduje się 3° od innego obiektu z katalogu Messiera, M10, w odległości 15,7 tysięcy lat świetlnych od Słońca oraz 14,7 tysięcy lat świetlnych od centrum Galaktyki. Jej średnica to około 75 lat świetlnych. Składa się głównie ze słabych gwiazd, najjaśniejsze są dwunastej wielkości, a całkowita jasność obiektu to 6,7 magnitudo. W obrębie gromady zanotowano jak dotąd 13 gwiazd zmiennych.

## Liczba gwiazd
M12, jak na gromadę kulistą, jest niezbyt skupiona – niegdyś uznawano ją za gromadę otwartą. W 2006 roku zauważono i opisano, że M12 ma zaskakująco niewiele gwiazd o małej masie. Sugeruje się, że gwiazdy te zostały wyrwane z gromady pod wpływem grawitacji Drogi Mlecznej. Obiekty takie jak M12 poruszają się po orbitach eliptycznych, okresowo wchodząc w bliski kontakt z centralnym zgrubieniem galaktycznym Drogi Mlecznej.
Szacuje się, że w związku z powyższym M12 mogła stracić blisko 85% swoich gwiazd. Obecnie całkowitą ich liczbę szacuje się na 200 tysięcy. Są to obiekty głównie lżejsze od Słońca, stanowiące od 20% do 80% jego masy.